# عیسی دومبیا
عیسی دومبیا (انگلیسی: Issa Doumbia؛ زادهٔ ۱۶ اکتبر ۲۰۰۳) بازیکن فوتبال اهل ایتالیا است که در پست هافبک برای ونتزیا بازی می‌کند.
وی همچنین در تیم ملی فوتبال زیر ۲۱ سال ایتالیا بازی کرده است.

## زندگی اولیه
عیسی دومبیا در ۱۶ اکتبر ۲۰۰۳ در ایتالیا به دنیا آمد. او در رده‌های پایه به آکادمی فوتبال باشگاه فوتبال آلبینولفه پیوست. پدرش راننده کامیون و مادرش خانه‌دار است. او پنج برادر دارد و اصالتی ساحل‌عاجی دارد.

## دوران حرفه‌ای
دومبیا فوتبال حرفه‌ای خود را با باشگاه فوتبال آلبینولفه در ایتالیا آغاز کرد. در سال ۲۰۲۴، او به باشگاه ونیز در سری آ پیوست. دومبیا در ۱۱ اوت ۲۰۲۴ نخستین بازی خود را برای این تیم در جریان شکست ۳–۱ برابر برشا در چارچوب کوپا ایتالیا انجام داد.